# Bernat de Palaol
Bernat de Palaol, Bernat de Mallorques o lo Mercader mallorquí fou un poeta mallorquí adscrit al Consistori de Tolosa, per tant de llengua occitana, actiu al darrer quart del segle xiv. Fou autor d'un debat o tençó amb Jaume Rovira, datat el 1386, sobre l'elecció entre una dama indiferent, però desitjada, i una dama amorosa, però no desitjada. Bernat de Palaol fou declarat perdedor per haver triat a la segona. També es conserva una poesia combinació de maldit i comiat dedicat a una dama que ha estat injusta amb ell. Bernat de Palaol, tengué una certa fama posterior, ja que és citat per Francesc Ferrer i per Francesc de la Via i una melodia de la seva creació era utilitzada en un cant del Misteri de l'Assumpció de la Catedral de València.